# رينو لوغان
رينو لوغان (بالفرنسية:Renault Logan) سيارة مستنسخة عن سيارتي داسيا لوغان و سيمبول منذ 2012  تنتج في رومانيا ثم تنقل إلى فرنسا لاضافة إسم رينو بدلا من داسيا في مصنع رينو، وبدأ الإنتاج عام 2004، وتعتبر أكثر السيارات شعبية في أوروبا الشرقية والوسطى  وجنوب شرق أوروبا وبذلك تُنافس أوبل وسكودا ورينو.
في عام 2007، بيعت 230,473 سيارة بنسبة ارتفاع 17.4% عن عام 2006، حيث تم تصدير 128.411 سيارة إلى الخارج ويبدأ سعر السيارة من 5.000 يورو.
ظهرت في عام 2008 النسخة المحسنة من داسيا لوغان وقد حصلت على تعديلات فيما يتعلق بالواجهة الأمامية والخلفية والمقصورة مع المحافظة على الاداء واستمر انتاجها حتى عام 2012.

## تصميم

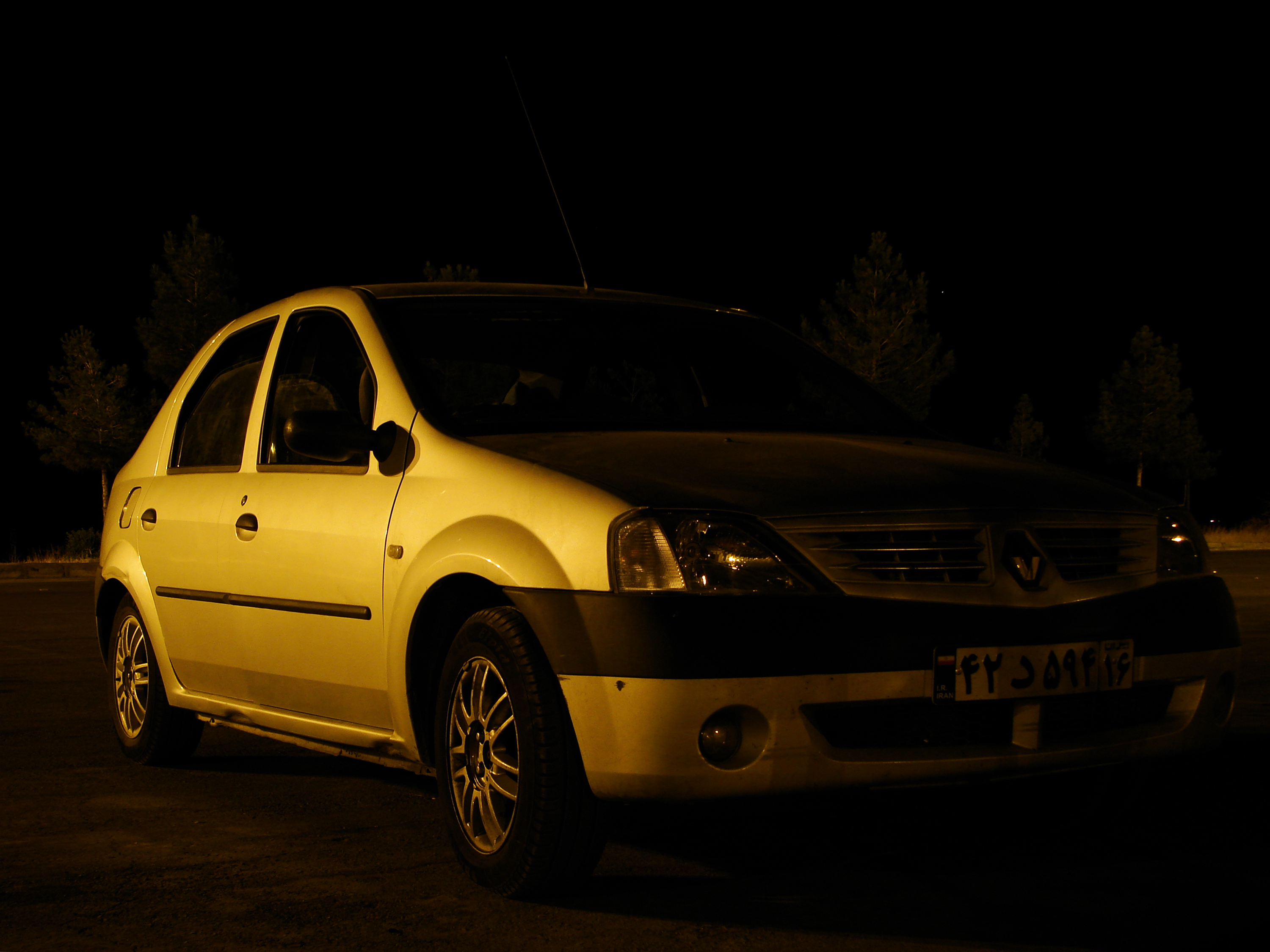
النسخة الأولى من رينو لوغان عام 2004

### رينو لوجان 1 2004-2012
رينو لوغان 1 هي سيارة مدينة متعددة الاستخدامات من فئة 7 رينو تُباع في أوروبا ( باستثناء روسيا ) وشمال إفريقيا وتركيا وتشيلي تحت العلامة التجارية داسيا بين عامي 2004 و 2012 وفي أسواق أخرى تحت العلامات التجارية رينو ، لادا ، ماهيندرا و نيسان حتى اليوم.
بدأ مشروع X90 (عائلة Logan) في عام 1999 ، بعد الاستحواذ على الشركة المصنعة الرومانية Dacia في عام 1998 7 . الهدف هو تقديم سيارة حديثة بسعر 5000 يورو مع الحفاظ على أرباح الشركة ، وهو عرض غير موجود في السوق في ذلك الوقت 7 .
تم تصميم Logan كبديل عن Dacia 1310  ؛ هذا الأخير هو البديل الروماني لرينو 12 بعد أن خضع لتعديلات تقدمية متعددة أبعدته عن النموذج الأولي. إنها صالون صغير وواسع مع خط حيث التكلفة والريف هي الاهتمامات الرئيسية: "  التصميم إلى التكلفة  ". لم يسع مصمموها إلى ممارسة الأسلوب الجمالي ، بل انغمسوا في لغز اقتصادي.
تتوافق مواصفاتها مع الخيارات الاقتصادية ، ولكن أيضًا الموثوقية: يجب أن تكون قادرة على تحمل جميع المناخات وجميع الطرق ، من الأحجار المرصوفة بالحصى في رومانيا إلى "الحديد المموج" لطرق الصحراء . يجب أن تكون قادرة على العمل على بنزين رديء الجودة . إن ندرة المرائب في البلدان الأقل تصنيعًا تعني أنه يجب عليها أيضًا تحمل فترات طويلة جدًا دون إجراء إصلاحات. المحركات المقدمة في البداية (1.4 لتر و 1.6 لتر بنزين) وعلبة التروس (JH) ، إن لم تكن حديثة ، مثبتة 7 . بالإضافة إلى ذلك ، يجب أن تكون قابلة للإصلاح بسهولة. أخيرًا ، يتوافق مع المعايير الأوروبيةاليورو الثالث واليورو الرابع من حيث الانبعاثات الملوثة ويمكن إعادة تدوير 95٪ 8 .
إنها سيارة مدينة متعددة الاستخدامات (الجزء ب) ، على الرغم من أن أبعادها تجعلها أقرب إلى الجزء العلوي (الجزء ج) 7 . وهي مبنية على منصة B الأخيرة لتحالف رينو ونيسان ، والتي افتتحتها نيسان كيوب 1 ونيسان ميكرا K12 ، ثم استحوذت عليها رينو مودوس ورينو كليو الثالث . هذه نسخة ذات قاعدة عجلات ممتدة من هذه المنصة ، تسمى B0 ، والتي تزيد من اتساع السيارة 9 . أول جسم تم إطلاقه هو سيارة سيدان بثلاثة أحجام ، تحمل الاسم الرمزي داخليًا L90 7.
تم إنتاجه لأول مرة في رومانيا ، حيث تم بيعه تحت العلامة التجارية Dacia من خريف 2004 10 . تم إطلاقه في الأسابيع التالية في البلدان المجاورة ( أوروبا الوسطى وتركيا ) ، ثم في الجزائر والمغرب وأوروبا الغربية وروسيا وكولومبيا من منتصف عام 2005 10 ، 7 .
إذا كان من المفترض أن يبدأ سعر البيع من 5000 يورو وفقًا للمواصفات ، فسيكون أخيرًا 6280 يورو شاملاً الضريبة في رومانيا (في9 يوليو 2006) و 7600 يورو في فرنسا (بنزين ،يناير 2010). سعر التكلفة المعلن هو 3800 يورو 11 .

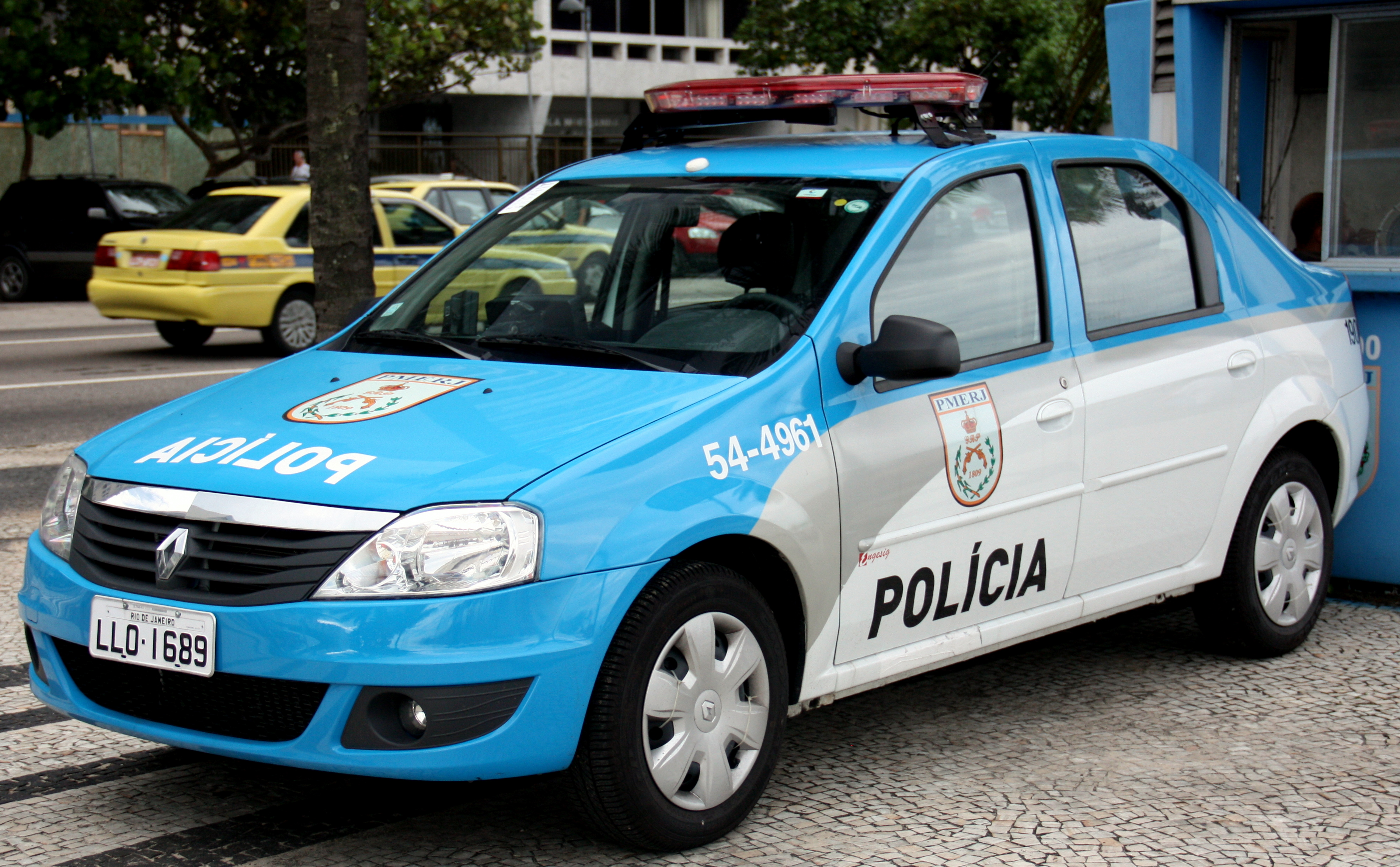
سيارة شرطة تركية رينو لوغان مع بعض التعديلات الطفيفة عام 2008

في 2008 طرأت بعض التحديثات من الأمام والخلف على الأضواء والمصابيح وموضع الشعار 

### إعادة استخدام أجزاء من مجموعة رينو
لوحة القيادة (المرحلة 1)
- إنه يحتوي على المحور الأمامي لـ Clio II والمحور الخلفي للوضع . تأتي مقابض الأبواب وعجلة القيادة والتوجيه ومقياس سرعة الدوران والمكابح الخلفية من Clio II ، لكن فتحات التهوية من Dacia Solenza . تأتي المفاتيح وخزانات سائل الفرامل وخزان التمدد من Mégane II . منفضة سجائر وفتحات تهوية معينة في اسباس الرابع . مقبض ذراع التروس هو مفتاح Espace III 7 . نظام ABSتم استعارته من Mégane II ، وعلبة التروس من Mégane II و Laguna II ويأتي المحرك من Kangoo .
- أمثلة على بناء المدخرات:
  - تم وضع الهوائي في المقدمة ليكون قادرًا على استخدام نموذج سلبي ( أرخص ) وتوفير الأسلاك ؛
  - استخدام أجزاء متطابقة على الجانبين الأيسر والأيمن من السيارة ، كما هو الحال بالنسبة للقوالب الجانبية أو المرايا 10 ، 11  ؛
  - تشكيل لوحة عدادات من قطعة واحدة بدلاً من خمس قطع (وهي العملية التقليدية) ، من أجل تقليل عدد القوالب والتلاعبات 10  ؛
  - الانحناء الطفيف للنوافذ الأمامية والخلفية 10 .

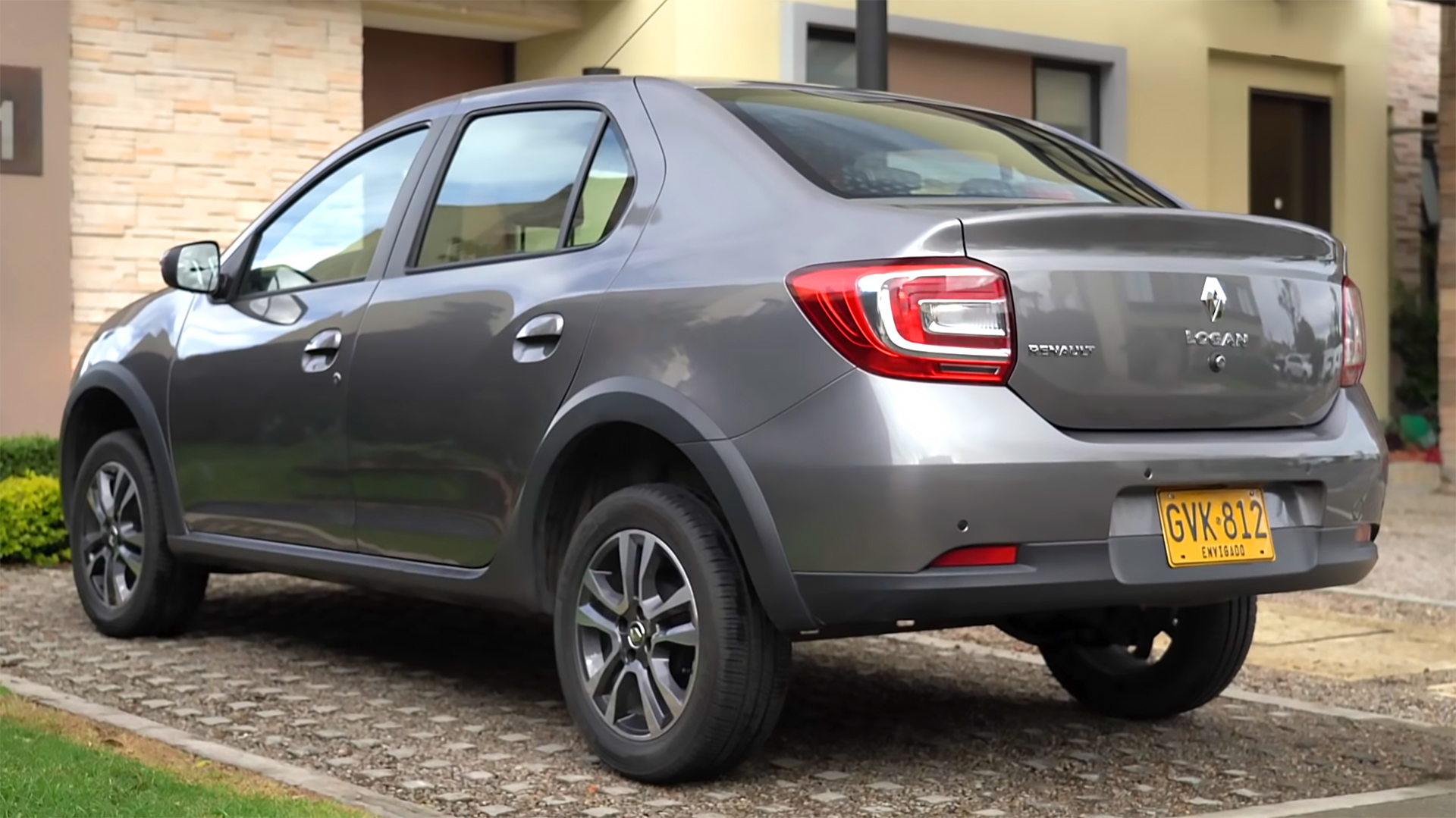
2021-2012

### رينولوجان 2 2012-2021
هي سيارة ذات مستوى مبتدئ تم إنتاجها من عام 2012 إلى عام 2021 بواسطة شركة صناعة السيارات الرومانية داسيا وصممتها مجموعة رينو . خارج أوروبا ، تباع هذه الصالون ، التي خلفت لوجان 1 وسيمبول 2 ، من قبل الشركة المصنعة رينو الفرنسية .
إنها النسخة ذات الأربعة أبواب من داسيا سانديرو الثاني .

### رينو لوغان 3 2021
الجيل الثالث من داسيا لوجان هو سيارة متعددة الأغراض من الشق الخلفي تم إنتاجها بشكل مشترك من قبل شركة صناعة السيارات الفرنسية رينو وفرعها الروماني داسيا 3 . يتم تسويقه اعتبارًا من نهاية عام 2020 ، ويستند إلى منصة Renault Clio V ، حيث يتم تشغيل محركات الدخول والمتوسطة المدى. إنها النسخة ذات الأربعة أبواب من داسيا سانديرو الثالث .
اعتبارًا من عام 2021 ، يتم إنتاجها في تركيا تحت اسم Renault Taliant ، كإصدار جديد من Dacia Logan والذي ستتولى منه 4 محركات .

## عرض

### المرحلة 1
داسيا لوجان الثالث المرحلة 1
كان من المقرر تقديم الجيل الثالث من لوجان فيأكتوبر 2020في 2020 Paris Motor Show 5 وتم إلغاء ذلك بسبب انتشار وباء Covid-19 . ال3 سبتمبر 2020الشركة المصنعة تنشر دعابة على لوجان الجديدة حيث نكتشف صورة ظلية هذه. ال7 سبتمبر 2020، داسيا تكشف النقاب عن الصور الرسمية الأولى لوجان برفقة الجيل الثالث داسيا سانديرو وسانديرو ستيبواي 6 .
داسيا تقدم رسميا لوجان الثالث على29 سبتمبر 20207 .
في حين أن لوجان هو النموذج الذي أطلق داسيا في أوروبا الغربية ، لم يتم تسويق هذا الإصدار الثالث هناك (باستثناء إسبانيا ، لمدة عام واحد فقط) 8 ، 9 ، 10 . لذلك لا يتم تقديمه في فرنسا ، باستثناء عدد قليل من مناطق ما وراء البحار ( بولينيزيا الفرنسية وكاليدونيا الجديدة ) 11 .

### رينو تاليانت
يتم تقديم رينو تاليانت11 مارس 202112 . يتم إنتاجها وتسويقها في تركيا ، حيث تحل محل رينو سيمبول 13 مباشرة . يختلف تصميمها عن إصدار داسيا أكثر من الجيل السابق ، من أجل الاندماج الكامل مع هوية رينو الأسلوبية.
- رينو تاليانت

### المرحلة 2
فييونيو 2022، يتلقى Logan ، مثل مجموعة Dacia بأكملها ، إعادة تصفيف طفيفة تكشف عن شعار العلامة التجارية الجديد. كما أن الشبكة جديدة تمامًا ، وعجلة القيادة تم تعديلها قليلاً واستبدلت جميع الأحرف الأولى. تتم مراجعة مستويات النطاق 14 .
- داسيا لوجان الثالث المرحلة 2

## عرض
تم الكشف عن الجيل الثاني من لوجان (رمز المشروع الداخلي: L52) 2 في معرض باريس للسيارات فيسبتمبر 2012.
تشترك Sandero II و Logan II في العديد من العناصر (لوحة القيادة والواجهة الأمامية والمحركات والأضواء ومقابض الأبواب) 3 .

### المرحلة 2
تم إعادة تصميمه في معرض باريس للسيارات 2016 4 . تتلقى شبكة جديدة وإضاءة جديدة مستوحاة من Dacia Duster ، وجنوط جديدة كانت متوفرة في السابق فقط على Sandero Stepway ، ومحرك بنزين جديد كليًا 75  حصانًا ، وأزرار نوافذ كهربائية على الأبواب ، و 4 قضبان جديدة عجلة القيادة مع القرن. يظل السعر دون تغيير في النهاية الأساسية ولكنه يرتفع بمقدار 100 يورو في تشطيبات Ambiance و Lauréate. يباع تحت العلامة التجارية Dacia في أوروبا وتحت علامة Renault التجارية في معظم الأسواق الأخرى.

## لوغان إم سي في
داسيا لوجان الثاني MCV
تم إصدار Logan II MCV (رمز المشروع الداخلي: K52) 2 في2 يوليو 2013. إنها مشتقة من Dacia Logan II ويتم تقديمها الآن كسيارة ستيشن واغن أكثر كلاسيكية من الجيل الأول نظرًا لوجود باب خلفي . الخزنة تعلن عن 573  دسم 3 . تفقد مقعدها الثالث وبالتالي مقاعدها السبعة حتى لا تتنافس مع لودجي ، بالإضافة إلى أبوابها الخلفية المفصلية المقسمة إلى عرض الثلثين / الثلث ، والتي لا تزال تستخدم لـ Dokker MPV .
كما استفادت من إعادة تصفيف الشعر في عام 201629 سبتمبر 2016كخيار ، يتوفر مع علبة التروس Easy-R في طرازي TCe 90 و DCi 90.
في معرض جنيف للسيارات 2017 ، يتوفر Logan MCV في إصدار Stepway 5 المغامر .

## داسيا أو رينو
رينو لوجان
يتم توزيعها خارج أوروبا تحت علامة رينو التجارية ذات المكانة الراقية ، وتباع في أوروبا كسيارة منخفضة التكلفة تحت علامة داسيا التجارية. في نهاية المطاف ، يتم تسويق لوجان تحت علامة رينو التجارية أكثر من ماركة داسيا.
في عام 2018 ، أطلقت رينو نسخة Stepway من Dacia Logan في روسيا 6 ، ثم في أمريكا الجنوبية 7 . في عام 2019 ، أطلقت رينو الإصدار 8 المعاد تصفيفه .

في عام 2014 ، تم إنتاج 309،549 سيارة لوجان ، و 210،948 رينو و 98،601 داسيا 9 .